# Bailly-Romainvilliers
Bailly-Romainvilliers è un comune francese di 6 183 abitanti situato nel dipartimento di Senna e Marna nella regione dell'Île-de-France.

## Società

### Evoluzione demografica
Abitanti censiti

## Amministrazione

### Gemellaggi
- Albanella - Italia